# Осуждение Фауста
«Осуждение Фауста» (фр.  La damnation de Faust) — драматическая легенда Гектора Берлиоза в 4 частях, 7 картинах с эпилогом на либретто, составленное самим Берлиозом и Альмиром Жандоньером на основе перевода Жерара де Нерваля трагедии Гёте «Фауст».
Премьера состоялась 6 декабря 1846 года в Париже, в театре Опера-комик.

## История создания

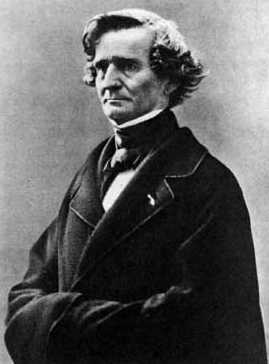
Гектор Берлиоз

Берлиоз ознакомился с «Фаустом» Гёте в переводе Жерара де Нерваля в 1828 году. По словам самого композитора, это произведение потрясло его до глубины души. Он не расставался с книгой, читая её повсюду: дома, на улице, в театре. В 1829 он создал «Восемь сцен из Фауста» (opus 1). В 1846 году Берлиоз возвратился к этому материалу, первоначально предполагая создать «концертную оперу», впоследствии он остановился на названии «драматическая легенда».

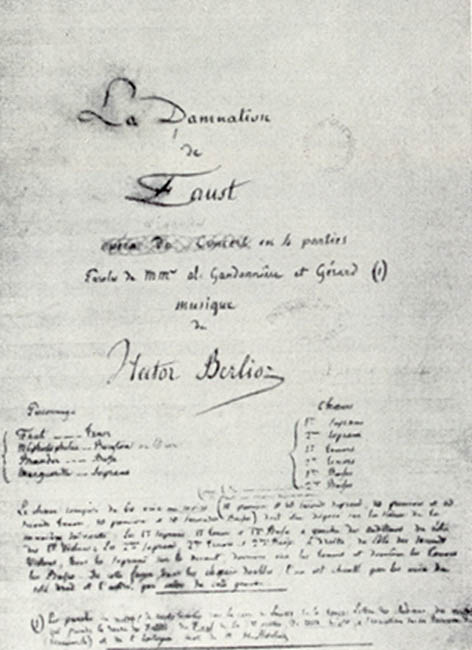
Первая страница оригинала рукописи Берлиоза «Осуждение Фауста»

Первое представление в парижской Опера-комик 6 декабря 1846 года (Фауст — Гюстав Ипполит Роже) было встречено холодно из-за половинчатого статуса произведения: между оперой и кантатой. Регулярные постановки «Осуждения Фауста» начались позднее, после первых успешных постановок: концертной — в 1877 году в Париже, и на оперной сцене — 18 февраля 1893 в Опере Монте-Карло.

## Действующие лица
| Маргарита   | меццо-сопрано |
| Фауст       | тенор         |
| Мефистофель | баритон       |
| Брандер     | бас           |
| Хор         |               |

## Либретто

### Часть первая
Равнина в Венгрии
Фауст один. Он разочарован во всём. Весеннее пробуждение природы не радует его. Он слышит пение и танцы крестьян, но не может найти в себе сил разделить их радость и веселье. Доносятся звуки военного марша («Ракоци-марш», ставший знаменитым). Мимо Фауста проходят солдаты, спешащие на поле боя. Это зрелище также оставляет его равнодушным.

### Часть вторая
Картина первая. Кабинет Фауста 
Фауст сидит один в своём кабинете. Он глубоко угнетён и хочет покончить с собой, но когда он подносит чашу с ядом к губам, раздаётся Пасхальный гимн, который останавливает Фауста. Внезапно появляется Мефистофель. Он предлагает Фаусту отправиться в путешествие, которое развеет его тоску. Фауст согласен.
Картина вторая. Таверна «Погреб Ауэрбаха» в Лейпциге
В таверне полным ходом идёт пьяный разгул. Один из собутыльников, Брандер, поёт «Песню Крысы». Мефистофель отвечает «Песней Блохи». Это действо вызывает у Фауста отвращение. Он обращается к Мефистофелю с просьбой немедленно покинуть таверну.
Картина третья. Сад на берегу Эльбы
Мефистофель с помощью поющих и танцующих гномов и сильфов погружает Фауста в сон, во время которого навевает ему видение прекрасной женщины — Маргариты. Фауст просыпается влюблённым в прекрасную незнакомку. Он хочет её увидеть в реальности. Мефистофель и Фауст присоединяются к группе солдат и студентов, которые идут в город, где живёт Маргарита.

### Часть третья
Комната Маргариты
Фауст и Мефистофель тайно проникли в дом Маргариты. Они прячутся. Появляется Маргарита. Она поёт песню «Король Фулы» о верности до гроба. Мефистофель вызывает танцующих духов огня и поёт серенаду. Фауст представляется Маргарите. Она признаётся, что именно таким представляла себе своего любимого. Фауст и Маргарита поют любовный дуэт. Входит Мефистофель с предупреждением о том, что мать Маргариты сейчас вернётся, и влюблённые должны расстаться. Фауст и Мефистофель уходят.

### Часть четвёртая
Картина первая. Комната Маргариты
Маргарита сидит одна у окна. Она ждёт Фауста. Через город проходят студенты и солдаты, но Фауста среди них нет. Он больше не придёт.
Картина вторая. Леса и пещеры
Фауст обращается с молитвой к природе. Ему снова скучно. Появляется Мефистофель с известием, что Маргарита случайно дала своей матери слишком много снотворного и убила её. Она в тюрьме и завтра будет казнена. Фауст в отчаянии, он просит Мефистофеля спасти Маргариту. Тот согласен, но только после того, как Фауст подпишет документ о передаче своей души дьяволу. Фауст не глядя подписывает бумагу.
Мефистофель вызывает своих волшебных коней, и всадники пускаются в путь. По дороге они встречают группу людей, молящихся Святой Маргарите. Увидев мрачных всадников, люди в ужасе разбегаются. Фауста тоже начинает беспокоить фантастичность окружающего пейзажа. Мефистофель предлагает остановиться. Но, услышав звон колокола, возвещающего о начале процедуры казни, Фауст отбрасывает все сомнения, и полёт над бездной продолжается. Окружающий пейзаж становится всё более ужасным: появляется кровавый дождь, вдоль дороги валяются скелеты. Наконец всадники достигли цели — это адские врата. Мефистофель и Фауст проваливаются в ад. Демоны торжествуют.

### Эпилог
Хор поёт об ужасах ада и блаженстве рая. Сообщает, что Фауст осуждён, а Маргарита прощена.

## Дискография
По умолчанию — оригинальный французский текст. Особо оговорены случаи исполнения произведения на других языках. Также особо оговорены видеозаписи (по умолчанию — аудиозапись). Порядок указания солистов: Маргарита, Фауст, Мефистофель, Брандер.
- 1950 (нем.) — Элизабет Шварцкопф, Ф. Вроонс, Ханс Хоттер, А. Пернерсторфер. Дирижёр В.Фуртвенглер;
- 1954 — С. Данко, Д. Полери, М. Синглер, Д. Грамм, М. Боатрайт. Дирижёр Шарль Мюнш;
- 1964 (ит.) — Джульетта Симионато, Р. Бондино, Э. Бастианини, П. Клабасси. Дирижёр П. Мааг;
- 1969 — Мэрилин Хорн, Н. Гедда, Р. Сойер, А. Петров. Дирижёр Жорж Претр;
- 1977 — Джесси Норман, К. Ригель, Х. Диас, В. Паркер. Дирижёр Пьер Булез;
- 1978 — И. Минтон, Пласидо Доминго, Дитрих Фишер-Дискау, Ж. Бастин. Хор и оркестр Парижа. Дирижёр Д. Баренбойм;
- 1979 — Татьяна Троянос, В. Коле, М. Девлин. Симфонический оркестр Сан-Франциско. Дирижёр Эдо де Ваарт;
- 1966 — Ф. Полле, Р. Лич, Ж. Кашемай. Дирижёр Шарль Дютуа;
- 1999 (видео) — Весселина Казарова, Пол Гроувз, Уильям Уайт, Андреас Макко. Дирижёр Сильвен Камбрелен;
- 2004 — Ш. Хеллекант, Йонас Кауфман, В. Вайт, Андрес Макко. Дирижёр Сильвен Камбрелен;
- 2007 — И. Неф, Марчелло Джордани, Жозе ван Дам, П. Карфицци. Бостонский симфонический оркестр. Дирижёр Джеймс Ливайн.
- 2019 — Дж. Дидонато, М. Спайерс, Н. Куржаль, А. Дюамель. Страсбургский филармонический оркестр. Дирижёр Джон Нельсон.